# Molise
Pour les articles homonymes, voir Molise (homonymie).
Le Molise ou Molisé (/mo.ˈliː.ze/) est une région d'Italie du sud, créée au XIe siècle et plus récemment recréée par la séparation d'avec la région des Abruzzes et Molise le 27 décembre 1963. Elle a comme capitale Campobasso et compte 290 000 habitants.

## Géographie

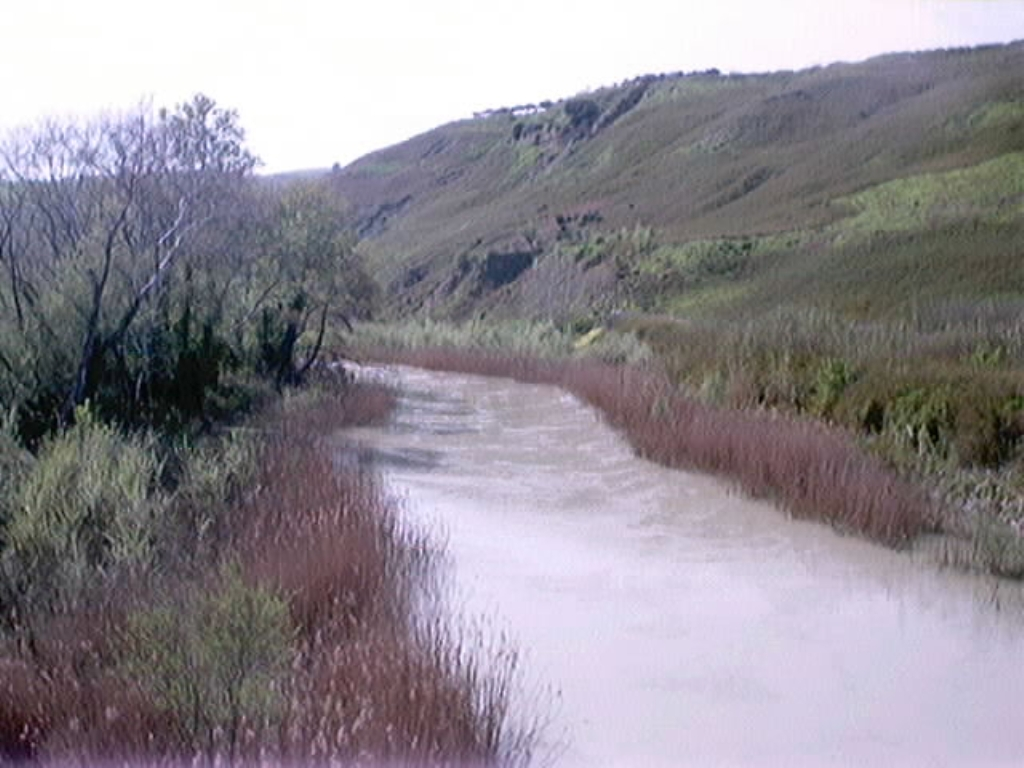
La vallée du Biferno.

Le Molise est situé dans le sud de la péninsule italienne et est bordé par les Abruzzes au nord, le Latium à l'ouest, la Campanie au sud-ouest, les Pouilles au sud-est. Avec 4 438 km2, il constitue la deuxième région la moins vaste du pays, après la Vallée d'Aoste.
C'est une région accidentée, de montagnes (Apennins) à 55 % et de collines à 45 %. La mer Adriatique borde le Molise sur 38 km. Les trois principaux fleuves côtiers sont le Trigno, le Biferno et le Fortore.
Le Molise n'apparaît pas comme une des régions italiennes les plus sismiques, mais le risque existe. Le 31 octobre 2002, un tremblement de terre dans la région a provoqué la mort de 30 personnes.

## Histoire
Le Molise correspond à l'antique Samnium.
À la fin du VIe siècle, la région est envahie par les Lombards dirigés par le duc Zotton, fondateur du duché lombard de Bénévent. Le Molise fait partie de ce duché lombard qui, dans les années 660, installe dans la région des Proto-Bulgares qui conservent longtemps leur identité et leur langue.
Le Molise est donc intégré au duché bénéventin jusqu'à l'arrivée des Normands qui suppriment le duché au XIe siècle et érigent la région en comté normand. Le nom de « Molise » viendrait de l'un des fils d'un seigneur normand du XIe siècle, Guimond de Moulins : Raoul ou Rodolphe de Moulins (en latin : Radulfus Molinensis dit aussi Radulfus de Molisio). Ce dernier, originaire de Moulins-la-Marche dans l'Orne (Normandie), émigre comme d'autres aventuriers normands dans le sud de l'Italie vers 1047 et fait la conquête de cette région à qui il donne son nom. Il est également à l'origine de la grande famille italo-normande des De Molisio (italianisation de De Moulins).
À partir du XIIe siècle, la région fait partie du royaume de Sicile. Dans les années 1160, le comte du Molise Richard de Mandra a une forte influence sur la reine et régente Marguerite de Sicile. En 1221, Frédéric II en fait le comté de Molise.
À l'époque du royaume de Naples, la région est divisée en trois provinces : le comté de Molise, la Capitanate et l'Abruzze citérieure. Italien depuis 1860, le Molise est longtemps associé aux Abruzzes au sein d'une même région, avant d'en être différencié en 1963.
Le déclin démographique et la perte des services à la population qui s'ensuit, a amené quelques habitants à militer pour un retour du Molise au sein de la région des Abbruzzes. Ils ont initié en 2024, une pétition, qui doit réunir au moins cinq mille signatures, pour obtenir la réalisation d'un référendum concernant la province d'Isernia.

## Politique et administration

Les deux provinces de Molise.

La région de Molise est divisée en deux provinces :
- province de Campobasso ;
- province d'Isernia.

### Conseil régional
Le conseil régional est l'organe représentatif de la région. Il se compose de 21 membres élus pour cinq ans.
Depuis les dernières élections des 25 et 26 juin 2023, il est composé de 14 élus du centre-droit et 7 du centre gauche.

### Junte
La junte régionale (giunta regionale) constitue l'exécutif de la région. Elle comprend le président et plusieurs conseillers.

### Présidents
| Période     | Nom                     | Parti                                     |
| ----------- | ----------------------- | ----------------------------------------- |
| 2000-2001   | Giovanni Di Stasi       | Démocrates de gauche                      |
| 2001-2013   | Angelo Michele Iorio    | Forza Italia puis Le Peuple de la liberté |
| 2013-2018   | Paolo Di Laura Frattura | Parti démocrate                           |
| 2018-2023   | Donato Toma             | Forza Italia                              |
| Depuis 2023 | Francesco Roberti       | Forza Italia                              |

## Démographie
Le Molise est une région rurale, la seule ville approchant les 50 000 habitants étant le chef-lieu, Campobasso (49 073 habitants au 30 avril 2019).
| Pos. | Province   | Nombre d'habitants (mai 2016) |
| ---- | ---------- | ----------------------------- |
| 1    | Campobasso | 225 089                       |
| 2    | Isernia    | 86 122                        |

À part Campobasso, les centres les plus importants sont Termoli (province de Campobasso), Isernia et Venafro (province d'Isernia).
La population connaît un déclin démographique depuis 1991, année où la région avait 330 900 habitants (320 601 en 2001, 313 660 en 2011, 292 150 en 2022). Les plus de 65 ans y sont deux fois plus nombreux que les moins de 18 ans (26 % et 13 %).

## Économie
|                          | 2000     | 2001     | 2002     | 2003     | 2004     | 2005     | 2006     |
| ------------------------ | -------- | -------- | -------- | -------- | -------- | -------- | -------- |
| PIB (millions d'euros)   | 4 930,7  | 5 131,3  | 5 280,5  | 5 337,7  | 5 563,9  | 5 783,5  | 5 958,7  |
| PIB par habitant (euros) | 15 308,1 | 15 985,5 | 16 460,3 | 16 607,7 | 17 290,0 | 17 994,6 | 18 591,9 |

## Culture

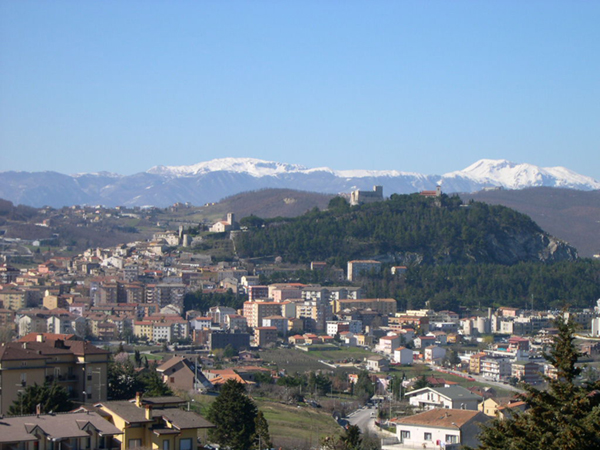
Vue de Campobasso.

Le Molise est un petit territoire, mais formant un ensemble homogène et distinct des zones voisines (Abruzzes, Latium, Pouilles, Campanie), ce qui explique pourquoi une région italienne a été spécifiquement créée. Le dialecte local, le molisan, appartenant au groupe des parlers méridionaux de l'Italie, est de moins en moins utilisé de nos jours.
Depuis plusieurs siècles vivent dans la région des minorités croatophones et arbëresh qui ont conservé jusqu'au XXe siècle leur identité (transmission inter-générationnelle minoritaire depuis la 2e moitié du XXe siècle).
Il existe une université du Molise.
La région a développé par le passé des danses traditionnelles et des chants qui lui sont propres à l'exemple de la Tarantella Molisana

## Tourisme
Le Molise possède une petite façade maritime sur la mer Adriatique, mais c'est surtout son aspect montagneux qui présente un attrait touristique.
Plusieurs réserves naturelles couvrent le territoire, abritant des cerfs, des chamois, des renards, des loups et des ours bruns de type « marsicano ».